# Медаль «40 лет Халхин-Гольской Победы»
Медаль «40 лет Победы на Халхин-Голе» (монг. Халхын голын ялалтын 40 жилийн ойн медаль) — медаль Монгольской Народной Республики учреждена Указом Президиума Великого Народного Хурала МНР от 19 марта 1979 года в ознаменование 40-летия разгрома монгольскими и советскими войсками японских милитаристов, вторгшихся в пределы Монгольской Народной Республики в районе реки Халхин-Гол.

## Описание
В верхней части лицевой стороны медали — пятиконечная звезда с расходящимися лучами, под ней «Соёмбо» и Серп и молот, символизирующие вечную дружбу монгольского и советского народов.
В центральной части медали выпуклая надпись в две строки: Халхын голын ялалт (Халхингольская победа).
По окружности медали изображен венок из лавровых ветвей (вправо и влево).
Оборотная сторона медали гладкая, плоская.
Медаль при помощи ушка и кольца соединяется с пятиугольной колодкой, покрытой эмалью.
Цветные полосы на ней расположены симметрично, в следующем порядке:
синяя — 3 мм, жёлтая и белая, каждая по 1,5 мм, в центре красная — 14 мм.
Размер колодки — 21×32 мм. Колодка имеет булавку для крепления медали к одежде.
Медаль и колодка — из позолоченного металла.